# Казначейская акция
Казначейские акции (англ. treasury stock в США, англ. treasury share в Великобритании) — это акции,  находящиеся в собственности их эмитента. Казначейские акции не обладают правом голоса, не наделены преимущественными правами, не участвуют в распределении дивидендов и разделе имущества в случае ликвидации эмитента. Казначейские акции являются циркулирующими — выпущены, но не погашены. Однако они могут быть аннулированы в определённом уставом и законодательством порядке с соответствующим уменьшением уставного капитала.
Казначейские акции не следует путать с государственными ценными бумагами или с ценными бумагами казначейства США.

## Цели выкупа собственных акций
Обычно эмитент выкупает собственные акции (производит обратный выкуп) ради следующих основных целей:
- Произвести выплаты акционерам без начисления дивидендов (для снижения накладных расходов и в качестве налогового планирования).
- Увеличить прибыль на акцию, путём уменьшения общего количества акций в обращении.
- Перепродать казначейские акции с прибылью (при уверенности менеджмента в текущей недооценённости акций на открытом рынке).
- Поддержать ликвидность или ценовые уровни собственных акций на вторичном рынке.
- Выполнить программу опционного стимулирования работников.
- Произвести расчёты при слияниях и поглощениях.
- Защититься от недружественных слияний и поглощений.
- Помочь основным акционерам или менеджменту выкупить эмитента на себя.

## Законодательные ограничения
В настоящее время, практически во всех странах допускается обратный выкуп акций, однако вопрос регулирования решается по-разному.
В России обратный выкуп и оборот казначейских акций регулирует IX глава федерального закона «Об акционерных обществах» (об АО) от 26.12.1995 № 208-ФЗ.
С целью защиты акционеров и рынков от манипуляций, в некоторых странах, эмитенты законодательно ограничены в действиях связанных с приобретением, нахождении в собственности и дальнейшем распространении казначейских акций. Ограничения, в частности, касаются самой возможности эмитента владеть собственными акциями (например, в Великобритании на это существовал запрет с 1955 по 1993 годы), порядка выкупа (например, в США обратный выкуп разрешён не более чем через одного брокера в день с ограничениями по периодам приобретения, максимальным дневным объёмам и ценам выкупа), допустимого максимального объёма казначейских акций относительно уставного капитала, предельного срока нахождения таких акций на балансе (например, в России не более года с момента приобретения), специфики учёта, информировании акционеров и т.д.
Российское законодательство предусматривает определённые ограничения на владение акциями компаний их дочерними и зависимыми организациями, особенно в отношении иностранных холдинговых структур. В 2023 году был принят федеральный закон «Об особенностях регулирования корпоративных отношений в хозяйственных обществах, являющихся экономически значимыми организациями», который ввёл ряд ограничений на права иностранных акционеров и расширил возможности российских бенефициаров приобретать акции напрямую в крупных российских компаниях. Вместе с тем, корпоративное законодательство многих западных стран распространяет на такие акции режим, аналогичный режиму казначейских акций. Контролирующие акционеры и менеджмент российских эмитентов пользуются этим законодательным пробелом в своих интересах в ущерб интересам мелких акционеров. Смотрите, например, ситуацию в Сургутнефтегазе до настоящего времени или в Газпроме до получения государством контрольного пакета.

## Учёт
Обычно, казначейские акции не являются активом и отражаются в отчётности как вычет из акционерного капитала (стоимостной метод) или как уменьшение количества акций определённого вида (метод учёта по номиналу).
Однако, законодательство разных стран по-разному рекомендует отражать некоторые операции с казначейскими акциями (например, целевой выкуп собственных акций).